# ヒュアキンティア祭

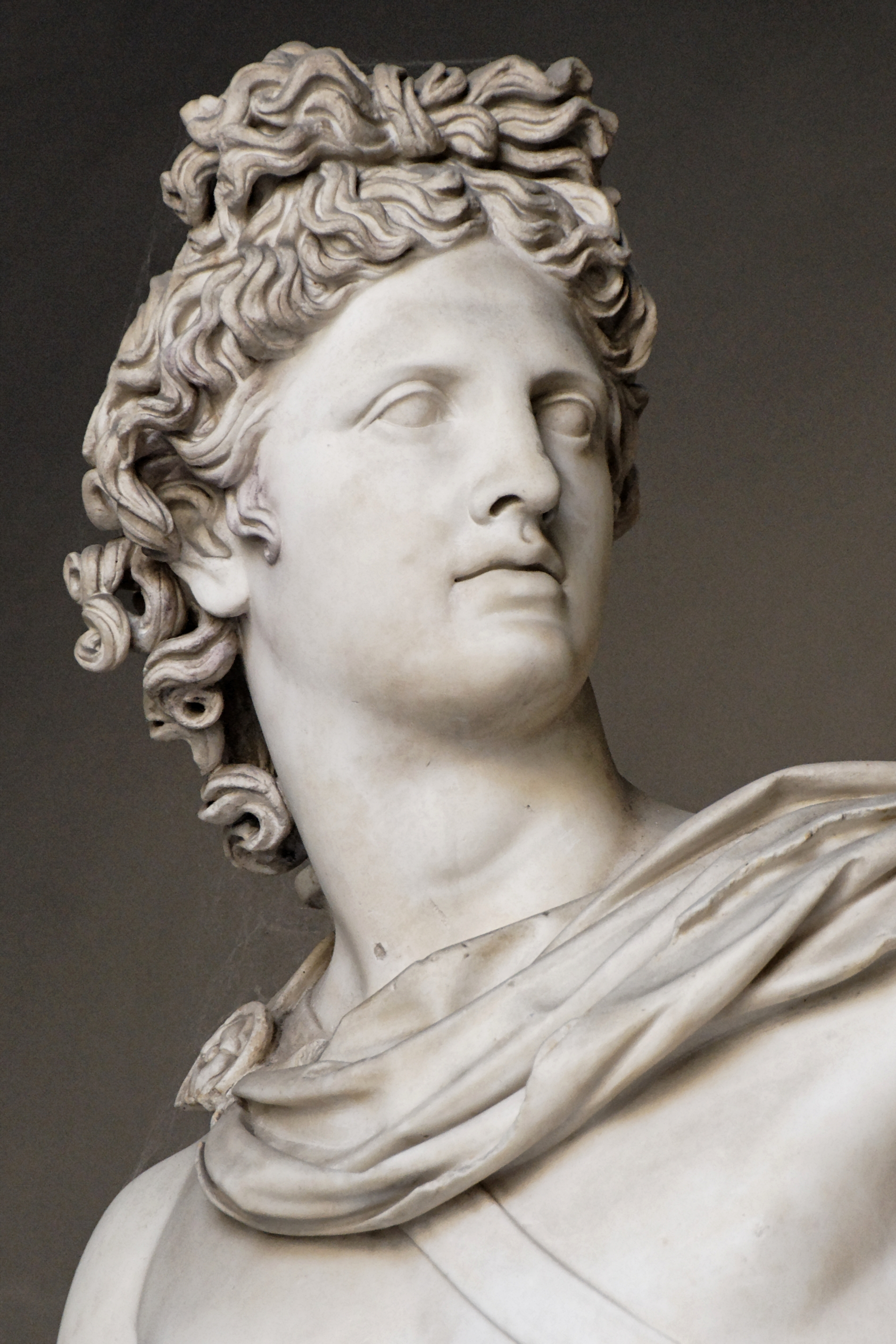
ヒュアキンティア祭を創始した神、アポロン

ヒュアキンティア祭（古希: Ὑακίνθια, Hyakinthia、英語: Hyacinthia）は、スパルタにおける重要な宗教祭儀の一つ。カルネイア祭に次いで有名であった。毎年夏のヒュアキントス月に、スパルタ南部アミュクライのアポロン神殿で開催された。戦争よりもヒュアキンティア祭を優先した例もあるほどに、スパルタ人はこの祭儀を重視していた。

## 神話
ヒュアキンティア祭は、光明神アポロンとその恋人ヒュアキントスの悲恋によって生まれた。スパルタ王アミュクラースの息子であったヒュアキントスは、その美貌からアポロンによって愛されていた。ある日、二人は円盤投げに興じていたが、アポロンの投げた円盤が跳ね返ってヒュアキントスの頭に直撃してしまい、死亡してしまった。
別の説では、同じくヒュアキントスに恋心を寄せていた西風の神ゼピュロスが、アポロンと楽しそうに遊ぶヒュアキントスを見て嫉妬に狂い、アポロンの投げた円盤を風の力で操ってヒュアキントスの頭に激突させたという。
いずれにせよ、円盤の激突によって死亡したヒュアキントスを酷く悼んだアポロンは、彼から吹き出る血でヒヤシンスという花を創造した。また、アポロンはヒュアキントスの死を毎年悼むように、ヒュアキンティア祭を創始した。

## 行事
ヒュアキンティア祭はヒュアキントス月のはじめに三日間続いた。この祭儀の期間中はスパルタ市内に人気が無かったと言われるほどに、盛大に祝された。スパルタ人の農奴であるヘイロータイもこの祭儀に参加することができ、外国人も同様であった。

### 一日目
この祭の一日目は極めて沈鬱なムードで執り行われる。英雄ヒュアキントスの死を嘆き悲しみ、その英霊に対して生贄を捧げる。宴会も催されるが、壮麗さを一切排した厳粛なもので、文字通りお通夜のようである。犠牲獣も簡素であった。

### 二日目
二日目はヒュアキントスの再誕祭である。若者たちがキタラとアウロスを演奏し、アポロンの栄光を讃える合唱歌を歌う。他の市民たちは騎馬レースに参加した。国内の多くの合唱隊が国歌や舞踏を演じ、その優劣を競った。アミュクライはまた、パレードの会場となり、国内の女性や少女たちによって装飾された荷車がそれを盛り上げた。アポロンにたくさんの犠牲が捧げられるが、犠牲獣は山羊限定であった。友人や親戚たちを招いて宴会が開かれ、それはコピス（希: κοπίς)と呼ばれた。コピスはスケーナイ（希:σκηναί）と呼ばれる特別な天幕の下で行われていた。

### 三日目
三日目はどの文献にも詳細が記述されておらず、詳しくは分かっていない。より厳粛な祭儀が行われたと考えることもできる。また、休日にスパルタの女性たちが編んだキトンをアポロンに捧げる儀式があったと思われ、これはパンアテナイア祭の女神アテーナーに捧げるペロプスと類似している。